# Campeonato Mundial de Halterofilismo de 2009 - Até 69 kg feminino
A competição feminina na categoria até 69 kg foi realizada em 27 de novembro de 2009.

## Calendário
As competidoras foram divididas em dois grupos:
| Dia            | Horário | Fase    |
| -------------- | ------- | ------- |
| 27 de novembro | 09:00   | Grupo B |
| 27 de novembro | 16:00   | Grupo A |

## Medalhistas
| Prova     | Ouro                 | Ouro   | Prata                 | Prata  | Bronze               | Bronze |
| --------- | -------------------- | ------ | --------------------- | ------ | -------------------- | ------ |
| Arranque  | Nazik Avdalian (ARM) | 119 kg | Oksana Slivenko (RUS) | 118 kg | Zhang Shaoling (MAC) | 112 kg |
| Arremesso | Nazik Avdalian (ARM) | 147 kg | Oksana Slivenko (RUS) | 146 kg | Zhang Shaoling (MAC) | 136 kg |
| Total     | Nazik Avdalian (ARM) | 266 kg | Oksana Slivenko (RUS) | 264 kg | Zhang Shaoling (MAC) | 248 kg |

## Recordes
Antes desta competição, os recordes mundiais da categoria eram os seguintes:
| Recorde         | Tipo      | Atleta             | Peso   | Local         | Data              |
| Recorde mundial | Arranque  | Liu Chunhong (CHN) | 128 kg | Pequim, China | 13 de agosto 2008 |
| Recorde mundial | Arremesso | Liu Chunhong (CHN) | 158 kg | Pequim, China | 13 de agosto 2008 |
| Recorde mundial | Total     | Liu Chunhong (CHN) | 286 kg | Pequim, China | 13 de agosto 2008 |

*Os recordes mundiais de Liu Chunhong foram anulados em 2017.

## Resultados
Ref.
| Pos. | Atleta                            | Grupo | Peso (kg) | Arranque (kg) | Arranque (kg) | Arranque (kg) | Arranque (kg) | Arremesso (kg) | Arremesso (kg) | Arremesso (kg) | Arremesso (kg) | Total (kg) |
| Pos. | Atleta                            | Grupo | Peso (kg) | 1             | 2             | 3             | Pos.          | 1              | 2              | 3              | Pos.           | Total (kg) |
| ---- | --------------------------------- | ----- | --------- | ------------- | ------------- | ------------- | ------------- | -------------- | -------------- | -------------- | -------------- | ---------- |
| 1    | Nazik Avdalian (ARM)              | A     | 68,74     | 115           | 119           | 119           | 1             | 141            | 147            | —              | 1              | 266        |
| 2    | Oksana Slivenko (RUS)             | A     | 68,35     | 112           | 116           | 118           | 2             | 135            | 140            | 146            | 2              | 264        |
| 3    | Zhang Shaoling (MAC)              | A     | 68,29     | 105           | 110           | 112           | 3             | 133            | 136            | 140            | 3              | 248        |
| 4    | Liu Chunhong (CHN)                | A     | 68,68     | 110           | 110           | 115           | 5             | 130            | 133            | 135            | 5              | 245        |
| 5    | Leydi Solís (COL)                 | A     | 67,52     | 104           | 104           | 107           | 9             | 132            | 135            | 137            | 4              | 239        |
| 6    | Svetlana Shimkova (RUS)           | A     | 66,65     | 100           | 100           | 105           | 7             | 120            | 129            | 132            | 6              | 237        |
| 7    | Wang Ya-jhen (TPE)                | A     | 68,45     | 97            | 102           | 105           | 8             | 127            | 132            | 134            | 7              | 237        |
| 8    | Christine Girard (CAN)            | A     | 68,84     | 96            | 100           | 103           | 10            | 128            | 131            | 132            | 8              | 235        |
| 9    | Chemchat Tuliaieva (BLR)          | A     | 68,62     | 105           | 110           | 115           | 4             | 124            | 129            | 129            | 10             | 234        |
| 10   | Cinthya Domínguez (MEX)           | A     | 68,78     | 103           | 106           | 107           | 6             | 123            | 126            | 128            | 9              | 233        |
| 11   | Ewa Mizdal (POL)                  | A     | 68,47     | 95            | 98            | 100           | 12            | 115            | 120            | 120            | 12             | 218        |
| 12   | Marie-Ève Beauchemin-Nadeau (CAN) | B     | 68,94     | 94            | 97            | 97            | 13            | 118            | 121            | 121            | 11             | 218        |
| 13   | Iulia Artemova (UKR)              | B     | 68,68     | 96            | 99            | 99            | 11            | 115            | 118            | 121            | 14             | 217        |
| 14   | Rika Saito (JPN)                  | B     | 68,73     | 88            | 88            | 91            | 18            | 115            | 120            | 120            | 13             | 208        |
| 15   | Anett Goppold (GER)               | B     | 68,52     | 90            | 92            | 93            | 15            | 113            | 113            | 116            | 15             | 206        |
| 16   | Sarah Bertram (USA)               | B     | 68,75     | 85            | 87            | 89            | 17            | 104            | 107            | 107            | 17             | 196        |
| 17   | Natasha Perdue (GBR)              | B     | 66,48     | 86            | 86            | 90            | 20            | 105            | 109            | 109            | 16             | 195        |
| 18   | Yesenia Domínguez (DOM)           | B     | 68,33     | 85            | 85            | 90            | 16            | 105            | 108            | 108            | 18             | 195        |
| 19   | Annika Berntsson (SWE)            | B     | 68,34     | 84            | 87            | 89            | 19            | 103            | 106            | 106            | 19             | 190        |
| —    | Ayano Tani (JPN)                  | B     | 68,51     | 90            | 93            | 95            | 14            | 115            | 115            | 115            | —              | —          |